# Nouan-sur-Loire
Ancienne commune de Loir-et-Cher, la commune de Nouan-sur-Loire a fusionné en 1972 avec celle de Saint-Laurent-des-Eaux pour former la commune actuelle de Saint-Laurent-Nouan.

## Toponymie
Jusqu'en 1801, le village était connu sous le nom simple de Nouan, qui dériverait, à l'instar de Neung-sur-Beuvron, du terme Noviodunum, contraction entre le latin novio (« nouveau ») et le gaulois dunum (« enceinte fortifiée »).

## Histoire

### Révolution française et Empire

#### Nouvelle organisation territoriale
Le décret de l'Assemblée nationale du 12 novembre 1789 décrète qu'« il y aura une municipalité dans chaque ville, bourg, paroisse ou communauté de campagne », mais ce n'est qu'avec le décret de la Convention nationale du 10 brumaire an II (31 octobre 1793) que la paroisse de Nouan-sur-Loire devient formellement « commune de Nouan-sur-Loire »,.
En 1790, dans le cadre de la création des départements, la municipalité est rattachée au canton d'Avaray et au district de Mer. Les cantons sont supprimés, en tant que découpage administratif, par une loi du 26 juin 1793, et ne conservent qu'un rôle électoral, permettant l'élection des électeurs du second degré chargés de désigner les députés,. La Constitution du 5 fructidor an III, appliquée à partir de vendémiaire an IV (1795) supprime les districts, considérés comme des rouages administratifs liés à la Terreur, mais maintient les cantons qui acquièrent dès lors plus d'importance en retrouvant une fonction administrative. Enfin, sous le Consulat, un redécoupage territorial visant à réduire le nombre de justices de paix ramène le nombre de cantons en Loir-et-Cher de 33 à 24. Nouan-sur-Loire est alors rattachée au canton de Bracieux et à l'arrondissement de Blois par arrêté du 5 vendémiaire an X (26 septembre 1801),,. Cette organisation va rester inchangée pendant près de 150 ans.

### Après la Révolution
Elle comptait 602 habitants en 1968.

### Depuis 1972
Le 31 décembre 1971, un arrêté préfectoral annonce le démembrement des paroisses de Nouan-sur-Loire et de Saint-Laurent-des-Eaux et la réunion des deux communes sous le nom de Saint-Laurent-Nouan. Leur fusion association est entrée en vigueur le 1er janvier 1972, avant d'être requalifiée en simple fusion le 5 décembre 1974.

## Politique et administration

### Liste des maires
| Période                                  | Période | Identité                     | Étiquette | Qualité |
| ---------------------------------------- | ------- | ---------------------------- | --------- | ------- |
| Les données manquantes sont à compléter. |         |                              |           |         |
| 1871                                     | 1872    | Nicolas Valentin Guy         |           |         |
| 1872                                     | 1874    | Florisel Bimbenet            |           |         |
| 1874                                     | 1876    | Nicolas Valentin Guy         |           |         |
| 1876                                     | 1878    | Charles Chaillant            |           |         |
| 1878                                     | 1881    | François Évras               |           |         |
| 1881                                     | 1893    | Eugène Pareau                |           |         |
| 1893                                     | 1920    | Raymond Guyon de Montlivault |           |         |
| 1920                                     | 1926    | Auguste Gourreau             |           |         |
| 1926                                     | 1929    | Émile Évras                  |           |         |
| 1929                                     | 1940    | Isaï Péan                    |           |         |
| 1940                                     | 1941    | Lionel Bardon                |           |         |
| 1941                                     | 1952    | François Évras               |           |         |
| 1952                                     | 1971    | Roger Marquet                |           |         |

Depuis 1972 et la réunion avec Saint-Laurent-des-Eaux, la charge de maire à Nouan-sur-Loire n'existe plus, au profit de celle de maire de Saint-Laurent-Nouan. Néanmoins, Nouan-sur-Loire, nouvellement commune associée puis déléguée, a eu un maire délégué au maire de Saint-Laurent-Nouan jusqu'en 2008.
| Période                                  | Période | Identité        | Étiquette | Qualité |
| ---------------------------------------- | ------- | --------------- | --------- | ------- |
| Les données manquantes sont à compléter. |         |                 |           |         |
| 1972                                     | 1974    | Roger Gozin     |           |         |
| 1974                                     | 1977    | Georges Moulin  |           |         |
| 1977                                     | 1983    | Roger Gozin     |           |         |
| 1983                                     | 1989    | Jean Cathelin   |           |         |
| 1989                                     | 1995    | Michel Cellier  |           |         |
| 1995                                     | 2008    | Marceau Pénager |           |         |